# Manuel José Macário do Nascimento Clemente
Dom Manuel José Macário do Nascimento Clemente GCC (nascut el 16 de juliol de 1948), anomenat oficialment Manuel III, Cardenal- Patriarca de Lisboa, és actualment el Patriarca de Lisboa. Va ser nomenat pel Papa Francesc el 18 de maig de 2013, en substituir a José Policarpo, qui dimití quan acomplí els 75 anys, d'acord amb el que es preveu en el Codi de Dret Canònic. Va instal·lar-se a la Catedral Patriarcal de Santa Maria Major el 6 de juliol de 2013.

## Biografia
Manuel va néixer el 16 de juliol de 1948 a Torres Vedras. Ingressà a Seminari Major de Crist Rei d'Olivais el 1973 i es graduà per la Universitat de Lisboa un any després amb la diplomatura d'Història. El 1979 es diplomà en teologia per la Universitat Catòlica de Portugal, on ensenyà Història de l'Església des de 1975. Posteriorment es doctoraria en Història de la Teologia amb una tesi titulada «En els orígens apostòlics del Portugal contemporani. La "Societat Catòlica" (1843-1853)»

### Presbiterat
Manuel va ser ordenat prevere el 29 de juny de 1979 pel Patriarca de Lisboa, António Ribeiro, a l'edat de 31 anys. Des de llavors, ocupà diverses posicions. Esdevingué el director del Centre d'Estudis d'Història Religiosa entre 2000 i 2007. Esdevingué membre de la Societat Científica de la Universitat Catòlica des de 1993 i esdevingué Professor Associat de l'Acadèmia Portuguesa d'Història des de 1996. Manuel també esdevingué el cap dels projectes de la Fundação para a Ciência e Tecnologia; "Església i moviments socials: organitzacions catòliques a Portugal al segle XX (1993-1995)" i "El moviment catòlic i la presència de l'Església a la societat portuguesa (1996-1998)".
Quan Manuel va ser ordenat, va ser nomenat vicari parroquial de Runa a Torres Vedras. El 1989 va ser nomenat canonge de la catedral de Lisboa i vicerector del Seminari Major de Crist Rei de d'Olivais fins a 1997, quan va ser nomenat president. Va ser Coordinador del Patriarcat el 1996 i coordinador de la Comissió Preparatòria de l'Assemblea Presbiteral pel Jubileu del 2000. És autor d'un vast projecte d'historiografia, especialment amb títols com "Portugal i els portuguesos i únic propòsit", publicat el 2009 o "L'Església portuguesa i societat, la República del Liberalisme".

### Bisbe

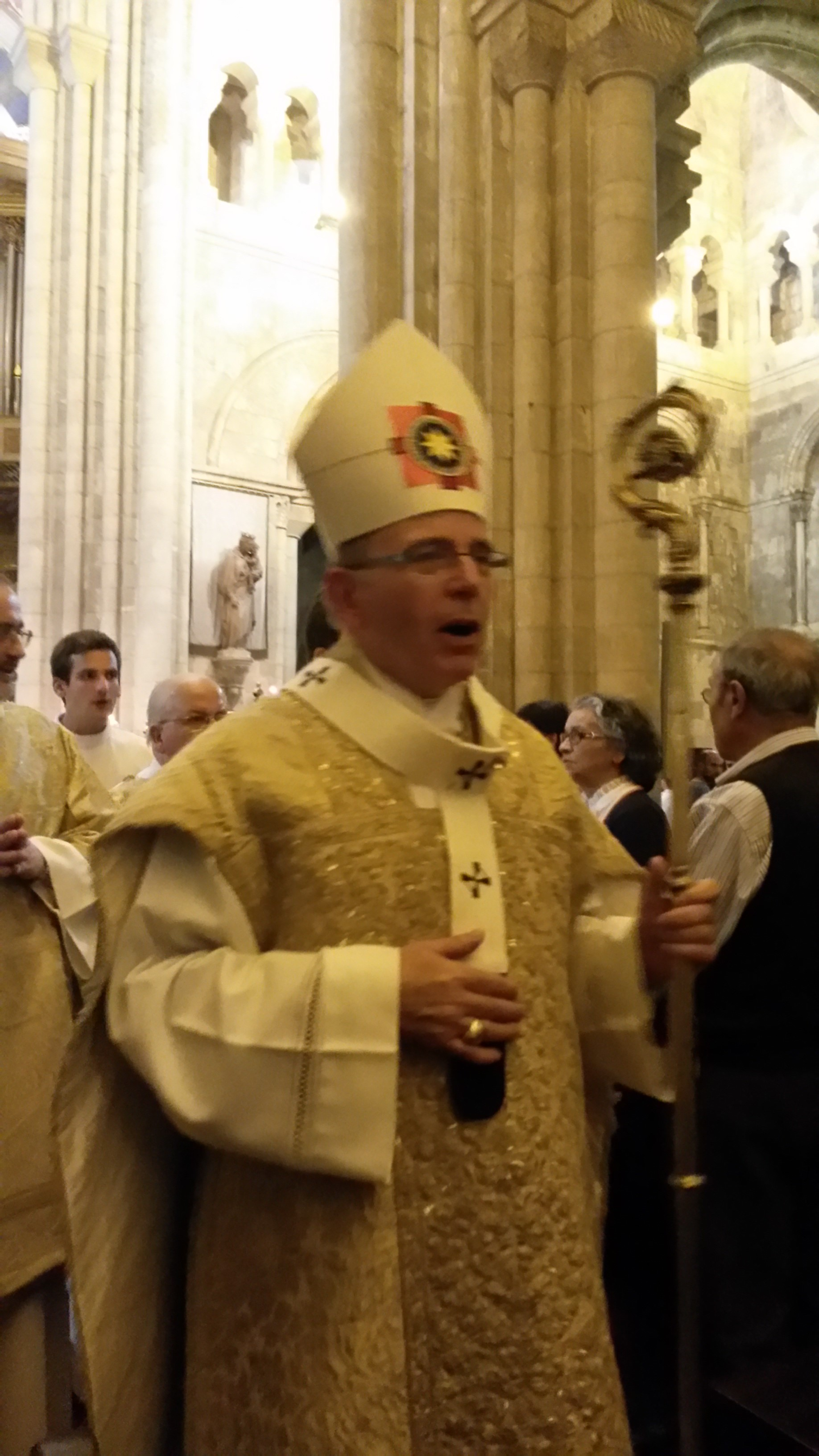

#### Bisbe auxiliar de Lisboa
Va ser nomenat bisbe auxiliar de Lisboa, amb el títol de bisbe titular de Pinhel el 6 de novembre de 1999 per Joan Pau II. La consagració episcopal va tenir lloc el 22 de gener del 2000 a l'església del monestir de Jeronimos, amb el Patriarca José Policarpo com a principal consagrador, conjuntament amb els bisbes Manuel Franco da Costa de Oliveira Falcão i Albino Mamede Cleto. En la seva consagració escollí el seu lema episcopal In Lumine tuo ("En la Teva Llum").
Va ser nomenat Promotor de la Cultura Pastoral a la Conferència Episcopal Portuguesa al 220 i també va presidir la Comissió Episcopal de Cultura i Comunicacions entre 2005 i 2011. És també una figura reconeguda a la cultura portuguesa i contribueix amb el Ministeri de Cultura de Portugal. De fet, Manuel Clemente és un excel·lent comunicador i és molt respectat als cercles intel·lectuals tant de dins com de fora de l'Església. Durant diversos anys, ha col·laborat regularment amb diversos mitjans.

#### Bisbe de Porto
Manuel Clemente va ser nomenat bisbe de Porto el 22 de febrer de 2007 pel Papa Benet XVI, succeint a Armindo Lopes Coelho. Va instal·lar-se solemnement el 25 de març. El 2008 va ser el primer bisbe portuguès que va emetre el missatge de Nadal mitjançant YouTube. El 2011 va ser elegit vicepresident de la Conferència Episcopal i va ser nomenat pel Consell Pontifici per a Comunicacions Socials.

#### Patriarca de Lisboa
Manuel va ser oficialment nomenat Patriarca de Lisboa el 18 de maig de 2013 després que la dimissió de José Policarpo fos acceptat pel Papa Francesc. Va ser solemnement entronitzat el 6 de juliol de 2013 a la catedral de Lisboa, i va fer la seva entrada solemne al Monestir dels Jerónimos l'endemà, 7 de juliol, com a part de la seva entronització. En un missatge de comiat a la diòcesi de Porto, Manuel afirmà que «el cor no té distància, només profunditat». Manuel havia estat previst com el successor més probable de Policarpo. En ser Lisboa llar d'un Patriarcat Metropolità, Manuel rebé el pal·li en una cerimònia a la basílica de Sant Pere el 29 de juny.
El papa Climent XII, mitjançant la butlla Inter Praecipuas Apostolici Ministerii del 17 de febrer de 1737, establí a perpetuïtat que tot aquell que fos nomenat Patriarca de Lisboa havia de ser elevat a la dignitat de cardenal al consistori immediatament posterior a la seva elecció. Malgrat això, el Patriarca Manuel no va ser creat cardenal en el consistori posterior a que ocupés la Seu Patriarcal, sinó que va ser-ho el 14 de febrer de 2015.
En un missatge publicat a la pàgina web de la Presidència de la República Portuguesa, Cavaco Silva felicità Manuel «per aquesta prova de distinció i afecte per Sa Santedat el Papa Francesc». La tria del bisbe de Porto al Patriarcat de Lisboa és pel president «reconeixement de la ruta del servidor de l'Església i il·lustre acadèmic, home de cultura i ciutadania exemplars.(...) La societat portuguesa, que ell coneix molt bé, recorda les seves intervencions lúcides, moderades, i el sentit profund sentit de la seva acció social i humanista atribueix com a rellevants en el moment de la gran necessitat que travessa el país», afegia el missatge de Cavaco Silva. No obstant això, el Ministeri de Relacions Exteriors, en un comunicat, diu que dona la benvinguda al nomenament amb «el càlid entusiasme que mereix la personalitat de l'actual bisbe de Porto.» «D. Manuel Clemente es reconeix com un home de fe, cultura i sensibilitat social. El coneixement profund de la història de l'Església portuguesa és alhora un inspirat intèrpret de l'actualitat», diu la nota de les portes del ministeri, on gràcies i també reconeix la "disponibilitat permanent" del sortint José Policarpo .

### Cardenal
El 4 de gener de 2015, el Papa Francesc anuncià que el crearia cardenal el 14 de febrer. En una cerimònia celebrada a la basílica de Sant Pere va rebre el títol de cardenal prevere de Sant'Antonio in Campo Marzio.
A l'abril de 2015 el cardenal Macário do Nascimento Clemente va ser nomenat membre de la Congregació per al Clergat i del Consell Pontifici per a les Comunicacions Socials. Va ocupar aquests càrrecs fins al seu 80è aniversari.

## Honors
Gran Prior per Portugal i Gran Creu de Cavaller de l'orde del Sant Sepulcre de Jerusalem
 Gran Creu de l'orde militar de Crist – 11 de maig de 2010
 Gran creu de l'orde pro merito melitensi – 12 de desembre de 2012
Premi Pessoa 2009 per ser una "referència ètica per a la societat portuguesa",
Medalla d'Honor de Marco de Canaveses, 15 d'octubre de 2010
Medalla d'Honor de Valongo, 14 de gener de 2011
Medalla d'Honor de Porto i Ciutadà de Porto, 25 d'abril de 2011
Medalla d'Honor de la ciutat, grau Or de Gondomar, 27 de gener de 2012
Clau d'Honor de Melres, 24 de febrer de 2012
Medalla d'Honor de la ciutat de Vila Nova de Gaia i Ciutadà d'Honor de Vila Nova de Gaia, 24 d'abril de 2013
Doctorat Honoris causa em Ciències Polítiques i Relacions Internacionals per a la Universitat de Porto, 18 de maig de 2012

## Obra publicada
- Clemente, Manuel. Portuguese Society Church of Liberalism and the Republic.  Lisboa: Assyrian & Alvim, 2012. ISBN 978-972-37-1610-8.
- Clemente, Manuel. It's This Time: Experience Mission.  Lisboa: Cornerstone, 2011. ISBN 978-989-97-1194-5.
- Clemente, Manuel. Dialogue Time Debris - A Conversation about Portugal, the World and the Catholic Church.  Lisboa: Moonstone, 2010. ISBN 978-989-81-4230-6.
- Clemente, Manuel. 1810 - 1910 - 2010; dates and Challenges.  Lisboa: Assyrian & Alvim, 2008. ISBN 978-972-37-1407-4.
- Clemente, Manuel. A Purpose Only. Homilies and Pastoral Writings.  Cornerstone, 2009. ISBN 978-989-96145-0-5.
- Clemente, Manuel. Portugal and the Portuguese.  Lisboa: Assyrian & Alvim, 2008. ISBN 978-972-37-1322-0. Arxivat 2015-02-13 a Wayback Machine.
- Clemente, Manuel. Popes century. XX.  Lisboa: Paulus, 2007. ISBN 978-972-30-1061-9.
- Clemente, Manuel. A church on time : Brief history of the Catholic Church.  Lisboa: Griffin, 2010. ISBN 978-972-81-7836-9.